# Octavia Bernasconi
Octavia Bernasconi (Santiago, 4 de noviembre de 1999) es una actriz chilena. 

## Carrera
Octavia actualmente se encuentra estudiando en la Pontificia Universidad Católica de Chile.

## Carrera artística
Hizo su debut actoral en 2021 en la teleserie de Mega, Amar profundo. En 2022 interpretó a Catalina Cienfuegos, la versión joven del personaje de Luz Valdivieso en la teleserie diurna Hasta encontrarte. Octavia se dio a conocer más principalmente por su papel de Carol Morales en la teleserie vespertina/nocturna Como la vida misma, también de Mega.
En 2024, Octavia es elegida para interpretar a Martina Casablanca en la teleserie nocturna de Mega, Los Casablanca. En la ficción, es hija de Raimundo Casablanca, un empresario que cuya fortuna empieza a tambalear por el regreso de su hermano, Iván Casablanca, quien después de veinte años de ausencia en el país, regresa para quitarle todo lo que él ha construido.

## Filmografía

### Televisión
| Año       | Título             | Papel                       | Notas                  |
| --------- | ------------------ | --------------------------- | ---------------------- |
| 2021-2022 | Amar profundo      | Rafaela Bravo               | Reparto                |
| 2022      | Hasta encontrarte  | Catalina Cienfuegos (joven) | Participación especial |
| 2023-2024 | Como la vida misma | Carol Morales               | Reparto                |
| 2024-2025 | Los Casablanca     | Martina Casablanca          | Papel coprincipal      |

### Series
| Año  | Título      | Papel          |
| ---- | ----------- | -------------- |
| 2022 | La jauría 2 | Elena Céspedes |

## Premios y nominaciones
| Año  | Premio           | Categoría               | Trabajo            | Resultado | Ref(s)      |
| ---- | ---------------- | ----------------------- | ------------------ | --------- | ----------- |
| 2024 | Premios Caleuche | Mejor actriz de soporte | Como la vida misma | Nominada  | [ 3 ]       |
| 2024 | Premios Caleuche | Premio revelación       | Como la vida misma | Ganadora  | [ 4 ] [ 5 ] |